# Мокси, Осборн
Осборн Мокси (англ. Osbourne Moxey; род. 27 августа 1978) — багамский легкоатлет, специалист по прыжкам в длину. Выступал на профессиональном уровне в 1994—2009 годах, чемпион Центральной Америки и Карибского бассейна, многократный чемпион Багамских Островов, участник летних Олимпийских игр в Афинах.

## Биография
Осборн Мокси родился 27 августа 1978 года.
Начиная с 1994 года представлял багамскую сборную на международной арене, становился призёром ряда крупных стартов на юношеском и юниорском уровне.
Занимался лёгкой атлетикой во время учёбы в Обернском университете, в составе университетской легкоатлетической команды «Оберн Тайгерс» успешно выступал на различных студенческих соревнованиях в США. Проходил подготовку под руководством тренера Генри Ролла.
В 2002 году участвовал в Играх Содружества в Манчестере, где в зачёте прыжков в длину стал пятым. На молодёжном первенстве NACAC в Сан-Антонио с личным рекордом 8,19 превзошёл всех соперников в прыжках в длину и вместе с соотечественниками получил серебро в эстафете 4×100 метров.
В 2003 году в прыжках в длину завоевал серебряную награду на чемпионате Центральной Америки и Карибского бассейна в Сент-Джорджесе, был пятым на Панамериканских играх в Санто-Доминго и восьмым на чемпионате мира в Париже.
Благодаря череде успешных выступлений в 2004 году удостоился права защищать честь страны на летних Олимпийских играх в Афинах — на предварительном квалификационном этапе прыгнул на 7,81 метра, чего оказалось недостаточно для выхода в финал.
На домашнем центральноамериканском и карибском чемпионате в Нассау стал серебряным призёром.
В 2006 году занял 12-е место на Играх Содружества в Мельбурне и пятое место на Центральноамериканских и Карибских играх в Картахене.
В 2007 году показал пятый результат на Панамериканских играх в Рио-де-Жанейро.
В 2008 году среди прочего стал пятым на чемпионате Центральной Америки и Карибского бассейна в Кали.
В 2009 году в программе прыжков в длину одержал победу на центральноамериканском и карибском чемпионате в Гаване. По окончании сезона завершил спортивную карьеру.